# 20 kilomètres marche masculin aux championnats du monde d'athlétisme 2022
Pour des articles plus généraux, voir Championnats du monde d'athlétisme 2022 et Marche aux championnats du monde d'athlétisme.
Navigation
Doha 2019 Budapest 2023
L'épreuve du 20 kilomètres marche masculin des championnats du monde de 2022 se déroule le 15 juillet 2022 autour de l'Autzen Stadium situé au sein de l'Université de l'Oregon à Eugene, aux États-Unis.

## Mimimas de qualification
Le minima de qualification est fixé à 2 h 11 min 30 s, la période de qualification est comprise entre le 27 décembre 2020 et le 26 juin 2022.

## Résultats
Le départ est donné le 15 juillet 2022 à 15:09.
| Rang                    | Athlète               | Pays             | Temps   | Notes |
| ----------------------- | --------------------- | ---------------- | ------- | ----- |
| Médaille d'or           | Toshikazu Yamanishi   | Japon            | 1:19:07 | SB    |
| Médaille d'argent       | Kōki Ikeda            | Japon            | 1:19:14 |       |
| Médaille de bronze      | Perseus Karlström     | Suède            | 1:19:18 | SB    |
| 4                       | Samuel Gathimba       | Kenya            | 1:19:25 | SB    |
| 5                       | Brian Pintado         | Équateur         | 1:19:34 | PB    |
| 6                       | Caio Bonfim           | Brésil           | 1:19.51 |       |
| 7                       | Álvaro Martín         | Espagne          | 1:20:19 |       |
| 8                       | Hiroto Jusho          | Japon            | 1:20:39 |       |
| 9                       | Alberto Amezcua       | Espagne          | 1:20:44 |       |
| 10                      | César Rodríguez       | Pérou            | 1:20:59 |       |
| 11                      | David Hurtado         | Équateur         | 1:21:11 |       |
| 12                      | Wayne Snyman          | Afrique du Sud   | 1:21:23 |       |
| 13                      | Wang Kaihua           | Chine            | 1:21:41 | SB    |
| 14                      | Cui Lihong            | Chine            | 1:22:17 |       |
| 15                      | Francesco Fortunato   | Italie           | 1:22:50 |       |
| 16                      | Diego García          | Espagne          | 1:23:21 |       |
| 17                      | Declan Tingay         | Australie        | 1:23:28 |       |
| 18                      | Andrés Olivas         | Mexique          | 1:23:26 |       |
| 19                      | Rhydian Cowley        | Australie        | 1:23:37 |       |
| 20                      | Aleksi Ojala          | Finlande         | 1:23:40 |       |
| 21                      | José Eduardo Ortiz    | Guatemala        | 1:23:48 |       |
| 22                      | Éider Arévalo         | Colombie         | 1:24:32 |       |
| 23                      | Jordy Jiménez         | Équateur         | 1:24:35 |       |
| 24                      | Zhang Jun             | Chine            | 1:24:35 |       |
| 25                      | Julio César Salazar   | Mexique          | 1:25:16 |       |
| 26                      | Miroslav Úradník      | Slovaquie        | 1:25:40 |       |
| 27                      | José Oswaldo Calel    | Guatemala        | 1:26:24 |       |
| 28                      | Georgiy Sheiko        | Kazakhstan       | 1:26:40 |       |
| 29                      | Eiki Takahashi        | Japon            | 1:26:46 |       |
| 30                      | Matheus Corrêa        | Brésil           | 1:27:31 |       |
| 31                      | Nick Christie         | États-Unis       | 1:28:28 |       |
| 32                      | Gianluca Picchiottino | Italie           | 1:28:33 |       |
| 33                      | Kyle Swan             | Australie        | 1:28:43 |       |
| 34                      | Choe Byeongkwang      | Corée du Sud     | 1:28:56 |       |
| 35                      | Quentin Rew           | Nouvelle-Zélande | 1:29:19 |       |
| 36                      | Lucas Mazzo           | Brésil           | 1:29:32 |       |
| 37                      | Dominik Černý         | Slovaquie        | 1:29:41 |       |
| 38                      | Juan Manuel Cano      | Argentine        | 1:29:47 |       |
| 39                      | David Kenny           | Irlande          | 1:31:23 |       |
| 40                      | Sandeep Kumar         | Inde             | 1:31:58 |       |
| 41                      | Luis Henry Campos     | Pérou            | 1:34:02 |       |
| 42                      | Jesús Calderón        | Mexique          | 1:35:43 |       |
| 43                      | Dan Nehnevaj          | États-Unis       | 1:43:07 |       |
|                         | Christopher Linke     | Allemagne        | DNF     | DNF   |
| José Alejandro Barrondo | Guatemala             | DQ               | DQ      |       |

## Légende
Records et Performances
- AR : Record continental (area record)
- CR : Record des championnats (championship record)
- MR : Record du meeting (meet record)
- NR : Record national (national record)
- OR : Record olympique (olympic record)
- PR : Record paralympique (paralympic record)
- PB : Record personnel (personal best)
- SB : Meilleure performance personnelle de la saison (season's best)
- WL : Meilleure performance mondiale de l'année (world leader)
- WJR : Record du monde junior (world junior record)
- WR : Record du monde (world record)

Circonstances et Conditions
- DNF : N'a pas terminé (did not finish)
- DNS : N'a pas pris le départ (did not start)
- DQ : Disqualification (disqualification)
- NM : Aucun essai valable enregistré (No Mark)
- Q : Qualifié « directement » au prochain tour (ou à la prochaine compétition), lors d'une compétition majeure, grâce au classement ou à la réalisation des minima (automatic qualifier)
- q : Qualifié au prochain tour (ou à la prochaine compétition), lors d'une compétition majeure, grâce au repêchage ou à la réalisation de l'une des meilleures performances parmi celles des « non qualifiés directement » (grâce au meilleur temps ou à la meilleure distance par exemple) (secondary qualifier)